# Nhà máy Z111
Nhà máy Z111  hay còn được gọi là Công ty TNHH MTV Cơ khí chính xác 11 là một doanh nghiệp quốc doanh chuyên ngành về cơ khí và sản xuất vũ khí thuộc Tổng cục Công nghiệp Quốc phòng Việt Nam, có trụ sở chính tại Thanh Hóa, Việt Nam. Đây là nơi chuyên sản xuất vũ khí bộ binh cho Quân đội nhân dân Việt Nam.
Nhà máy được xây dựng vào năm 1957 ở Yên Bái với tên gọi là Nhà máy Z1. Xí nghiệp 1 của Nhà máy Z111 là dự án hợp tác chuyển giao sản xuất súng bộ binh Galil ACE từ Tập đoàn Israel Weapon Industries (IWI) và được chỉ đạo và sở hữu bởi Bộ Quốc phòng Việt Nam.

## Lịch sử
Nhà máy Z111 đựuoc thành lập vào ngày 1/3/1957 với cái tên "Nhà máy Z1" tại Yên Bái với nhiệm vụ chính là sửa chữa các loại súng bộ binh cho quân đội.Những cơ sở thiết bị đầu tiên của nhà máy đựợc xây dựng với sự trợ giúp nhiệt tình từ các nước Xã hội chủ nghĩa và là một trong những nền tảng đầu tiên cho nên quân giới Việt Nam.Trong giai đoạn đầu của thời kì Kháng chiến chống Mỹ, nhà máy chủ yếu cải tiến và độ chế lại các vũ khí như tiểu liên K-50M dựa trên hai mẫu là PPSh-41 và MAT-49. Trong các năm sau đó, nhà máy bắt đầu sản xuất các loại súng như SKS, AK-47, RPG-2 và trung liên TUL-1. Trong nhũng năm Kháng chiến chống Mỹ, nhà máy bắt đầu sản xuất các vũ khí với sự trợ giúp của Liên Xô như  AKM.

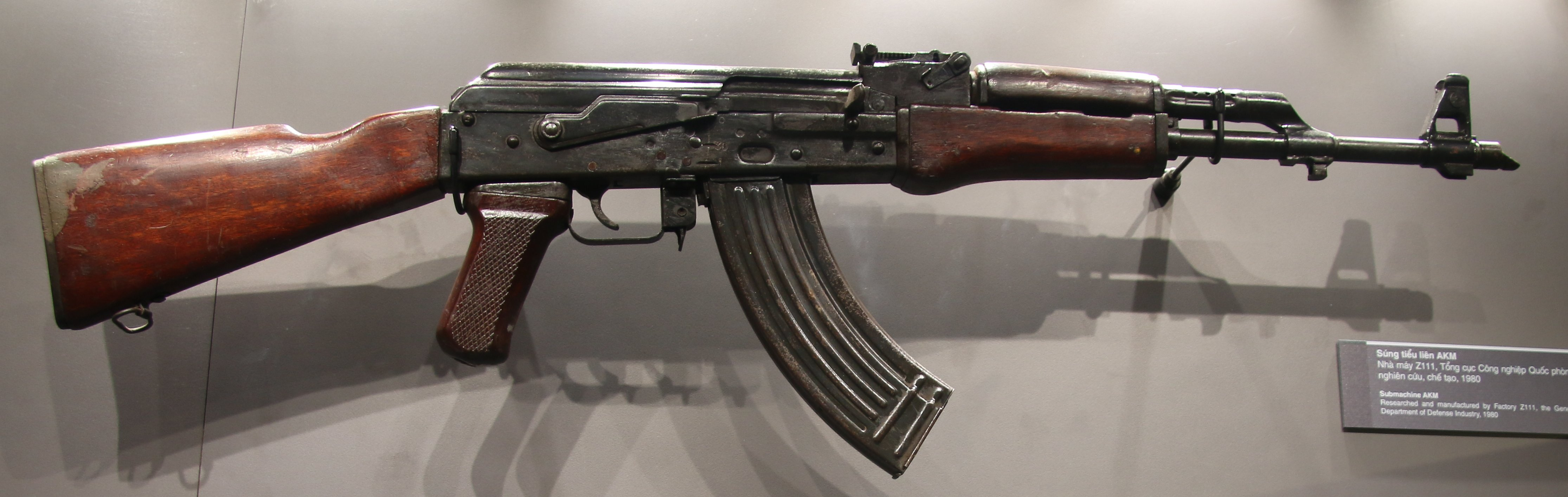
Súng trường AKM sản xuất bởi nhà máy Z111 trong những năm 1980

Một trong các vũ khí được chế tạo / tân trang bởi Nhà máy Z111 là M-18, phiên bản Việt Nam của CAR-15 kể từ năm 2010. Chúng được sử dụng bởi các nhân viên và sĩ quan của lực lượng đặc biệt Việt Nam thuộc Cảnh sát biển Việt Nam.
Vào ngày 3 tháng 2 năm 2014, IWI đã ký một hợp đồng với Việt Nam để sản xuất Galil ACE theo giấy phép. Việc sản xuất được thực hiện trong một cơ sở sản xuất chung.
Một phiên bản cải tiến của súng ngắn K-54 được sản xuất tại địa phương dưới tên "K14-VN". Chúng được nâng cấp với hộp đạn tăng thêm 13 viên, và tay cầm rộng hơn để kết hợp với một hộp tiếp đạn hai hàng. Việc nghiên cứu và phát triển bắt đầu vào năm 2001. K14-VN bắt đầu được phục vụ cho lực lượng Quân đội nhân dân Việt Nam vào ngày 10 tháng 5 năm 2014.
Vào năm 2015, Nhà máy Z111 tuyên bố rằng họ sẽ sản xuất súng trường STL-1A. Điều này chủ yếu sẽ được thực hiện thông qua việc sửa đổi và nâng cấp những khẩu AKM cũ dưới cái tên mới. Súng trường có các thay đổi bao gồm: Tay cầm polymer mới, báng gấp, tay cầm súng ngắn tiện dụng và ống hãm nảy tương tự như trên AK-74. Một thay đổi đáng chú ý là nó có thể tương thích với súng phóng lựu M203 cũng đang được sản xuất tại Việt Nam, thay thế cho GP-25/GP-34 trên AKM nguyên mẫu. Nhìn chung, STL-1A rất giống với AK-103. Một bản nâng cấp trong tương lai, được gọi là STL-1B, sẽ bao gồm hệ thống thanh ray picatinny. Điều này sẽ cho phép gắn các kính ngắm quang học hoặc điện tử trên súng. Vào tháng 1 năm 2018, Z111 đã giới thiệu phiên bản sản xuất nội địa của OSV-96.
Năm 2019, nhà máy công bố các mẫu STV mới dựa trên nền tảng Galil ACE, gồm STV-215 và STV-380. Cả hai đều được chỉ định làm súng trường tiêu chuẩn mới cho Quân đội Nhân dân Việt Nam. Các linh kiện của súng ngắn IWI Jericho 941 cũng được cho là đang được sản xuất tại nhà máy, là một phần trong hợp đồng gia công giữa nhà máy và IWI.
Năm 2020, nhà máy tiếp tục giới thiệu hai biến thể STV khác là STV-410 và STV-416. Các biến thể này được đề xuất và giới thiệu dưới dạng mẫu trình diễn công nghệ và phục vụ mục đích thương mại.
Trong những năm gần đây, nhà máy đã đầu tư mạnh vào vũ khí và trang thiết bị để hỗ trợ sản xuất các loại súng bộ binh. Các kỹ thuật chế tạo tiên tiến như rèn nòng nguội và gia công CNC đã được áp dụng. Ngoài ra, nhà máy cũng đã sao chép các mẫu súng hiện đang sử dụng trong quân đội và cải tiến đáng kể các thiết kế này để đáp ứng tốt hơn yêu cầu tác chiến của lực lượng vũ trang.

## Sản phẩm
| Tên                                     | Hình ảnh                                           | Loại                  | Đạn                         | Ghi chú |
| Súng ngắn                               | Súng ngắn                                          | Súng ngắn             | Súng ngắn                   | Súng ngắn |
| --------------------------------------- | -------------------------------------------------- | --------------------- | --------------------------- | --- |
| K54VN                                   |                                                    | Súng ngắn bán tự động | 7.62×25mm Tokarev           | Phiên bản Việt Nam của K-54 |
| K54M2                                   | Súng ngắn bán tự động                              | 7.62×25mm Tokarev     | Phiên bản Việt Nam của K-54 | |
| K14                                     |                                                    | Súng ngắn bán tự động | 7.62×25mm Tokarev           | Phiên bản Việt Nam của K-54, được cải tiến với nòng dài hơn, thân súng lớn hơn và hộp tiếp đạn hai ngăn với sức chứa tăng thêm 13 viên đạn. |
| IWI Jericho 941                         | Jehrico 941 F                                      | Súng ngắn bán tự động | 9×19mm Parabellum           | [ 18 ] |
| SN19                                    |                                                    | Súng ngắn bán tự động | 9×19mm Parabellum           | Phiên bản Glock sản xuất nội địa. |
| SN7VN-M24                               |                                                    | Súng ngắn bán tự động | 7.62×25mm Tokarev           | Phiên bảnGlock nội địa sử dụng cỡ đạn 7.62×25mm Tokarev. |
| Súng trường tấn công                    |                                                    |                       |                             | |
| Súng trường STV                         |                                                    | Súng trường tấn công  | 7.62×39mm                   | Dòng súng trường tấn công STV, viết tắt từ Súng trường Việt Nam, là một họ súng trường tấn công được sản xuất tại Việt Nam bởi Nhà máy Z111, và tất cả các mẫu đều sử dụng cỡ đạn 7,62×39mm. Tính đến năm 2021, các mẫu súng trường STV-215 và STV-380 được phê chuẩn là súng trường tiêu chuẩn được cấp phát cho Quân đội nhân dân Việt Nam. |
| M-18                                    | USAF GAU-5A                                        | Carbine               | 5.56×45mm NATO              | Một bản sao Việt Nam cải tiến từ súng CAR-15 XM177 của Mỹ, được sử dụng bởi các lực lượng đặc công, tình báo, nhảy dù và cảnh sát biển. |
| Galil ACE 31/32                         | IWI 3686                                           | Súng trường tấn công  | 7.62×39mm                   | Sản xuất theo giấy phép của IWI. |
| STL-1A                                  |                                                    | Súng trường tấn công  | 7.62×39mm                   | Cùng với việc sản xuất chúng, bao gồm việc sửa đổi thông số kỹ thuật của súng trường AKM cũ thành STL-1A. |
| STL-1B                                  |                                                    | Súng trường tấn công  | 7.62×39mm                   | Dự định sẽ được sản xuất như một bản nâng cấp từ súng trường STL-1A. |
| Súng tiểu liên                          |                                                    |                       |                             | |
| STL-15                                  |                                                    | Súng tiểu liên        | 9×19mm Parabellum           | Sản xuất tại địa phương với tên công nghiệp SN9P và được gọi chính thức là STL-15. Đây là phiên bản do Việt Nam sản xuất của PP-19 Bizon. Nó đi kèm với một báng súng theo phong cách Galil và sử dụng loại đạn 9x19mm. |
| Micro Uzi                               |                                                    | Súng tiểu liên        | 9×19mm Parabellum           | Sản xuất và cung cấp cho Quân đội nhân dân Việt Nam, thường được sử dụng bởi đặc công. |
| Uzi Pro                                 |                                                    | Súng tiểu liên        | 9×19mm Parabellum           | Sản xuất và cung cấp cho Quân đội nhân dân Việt Nam, thường được sử dụng bởi đặc công. |
| Súng máy                                |                                                    |                       |                             | |
| IMI Negev                               |                                                    | Súng máy hạng nhẹ     | 5.56×45mm NATO              | Sản xuất và cung cấp cho Quân đội nhân dân Việt Nam. |
| PKM                                     |                                                    | Súng máy đa chức năng | 7.62×54mmR                  | Được sản xuất như súng máy tiêu chuẩn với tên gọi ĐN7L. |
| NSV                                     |                                                    | Súng máy hạng nặng    | 12.7×108mm                  | Súng máy tiêu chuẩn đặt trên xe tăng. |
| Súng bắn tỉa                            |                                                    |                       |                             | |
| IWI Galatz                              |                                                    | Súng bắn tỉa          | 7.62×51mm                   | Sản xuất và cung cấp cho Quân đội nhân dân Việt Nam. |
| OSV-96                                  | ОСВ-96 12,7-мм снайперская винтовка - МАКС-2009 02 | Súng bắn tỉa công phá | 12.7×108mm                  | Được sản xuất theo giấy phép với tên công nghiệp SBT12M1. |
| Súng bắn tỉa hạng nặng 12,7 mm Việt Nam | KSVK1                                              | Súng bắn tỉa công phá | 12.7×108mm                  | Do Việt Nam tự thiết kế. Sửa đổi tính năng cho phù hợp với điều kiện Việt Nam. |
| Vũ khí phóng lựu đạn                    |                                                    |                       |                             | |
| T-40                                    |                                                    | Súng phóng lựu        | Lựu đạn 40mm                | Súng phóng lựu do Việt Nam thiết kế, dựa trên M203 của Mỹ, ngoại trừ nó sử dụng đòn bẩy thay vì cò súng. Thường được gắn trên các loại súng trường STL-1A, STV-380 hoặc Galil ACE 32. |